# Letnie Igrzyska Olimpijskie 1944
XIII Letnie Igrzyska Olimpijskie (oficjalnie Igrzyska XIII Olimpiady), które miały być rozgrywane w Londynie (Wielka Brytania), zostały odwołane z powodu toczącej się II wojny światowej.
W Oflagu II C Woldenberg i Oflagu II D Gross-Born polscy jeńcy zorganizowali igrzyska olimpijskie.

## Wybór gospodarza
Wyboru dokonano na 38. Sesji MKOl w Londynie w 1939.
| Miasto    | Państwo           | Runda 1 |
| Londyn    | Wielka Brytania   | 20      |
| Rzym      | Włochy            | 11      |
| Detroit   | Stany Zjednoczone | 2       |
| Lozanna   | Szwajcaria        | 1       |
| Ateny     | Grecja            | 0       |
| Budapeszt | Węgry             | 0       |
| Helsinki  | Finlandia         | 0       |
| Montreal  | Kanada            | 0       |